# آلان هيل جونيور
آلان هيل جونيور (بالإنجليزية: Alan Hale Jr.)‏ مواليد 8 مارس 1921 في لوس أنجلوس - الوفاة 2 يناير 1990 في لوس أنجلوس، هو ممثل أمريكي بدأ مسيرته الفنية سنة 1933. امتدت مسيرته الفنية لأكثر من 55 عاما.

## الأعمال
- لا وقت للحب
- مشاهدة نهر الراين
- اشنقهم عاليا
- بونانزا
- غان سموك
- بيري ماسون
- 77 سانست ستريب
- ذا لوسي شو
- المريخيون
- باتمان
- غرين أيكرز
- أيرون سايد
- قارب الحب
- جزيرة الفنتازيا
- ماجنوم بي آي
- سيمون وسيمون
- آلام النمو

## روابط خارجية
- آلان هيل جونيور على موقع IMDb (الإنجليزية)
- آلان هيل جونيور على موقع ألو سيني (الفرنسية)
- آلان هيل جونيور على موقع تيرنر كلاسيك موفيز (الإنجليزية)
- آلان هيل جونيور على موقع أول موفي (الإنجليزية)
- آلان هيل جونيور على موقع قاعدة بيانات برودواي على الإنترنت (الإنجليزية)
- آلان هيل جونيور على موقع قاعدة بيانات الأفلام السويدية (السويدية)
- آلان هيل جونيور على موقع إن إن دي بي (الإنجليزية)
- آلان هيل جونيور على موقع قاعدة بيانات الفيلم (الإنجليزية)
- آلان هيل جونيور على موقع كينوبويسك (الروسية)